# 뉴욕 레인저스

뉴욕 레인저스(영어: New York Rangers)는 미국 뉴욕주 뉴욕을 연고지로 하는 프로 아이스하키 팀이다. NHL 동부 콘퍼런스 메트로폴리탄 디비전에 소속되어 있다.

## 역대 홈경기장
| 경기장                 | 사용기간      | 수용인원 | 장소        | 비고 |
| ---------------------- | ------------- | -------- | ----------- | ---- |
| 뉴욕 레인저스          |               |          |             |      |
| 매디슨 스퀘어 가든 III | 1926년~1968년 | 15,925명 | 뉴욕주 뉴욕 | 빈칸 |
| 매디슨 스퀘어 가든 IV  | 1968년~현재   | 18,006명 | 뉴욕주 뉴욕 | 빈칸 |

## 우승 기록
- 스탠리 컵 - 4회 (1927–28, 1932–33, 1939–40, 1993–94)
- 프린스 오브 웨일스 트로피 - 3회 (1931–32, 1941–42, 1993–94)